# Strenght to Survive
Strength to Survive è il quarto album dei SOJA, pubblicato nel 2012.

## Tracce
1. Mentality
2. Strength to Survive
3. Everything Changes
4. Don't Worry
5. Tell Me
6. It's Not Too Late
7. Gone Today
8. Let You Go
9. Not Done Yet
10. Slow Down
11. Be With Me Now
12. When We Were Younger
13. Gone Today (Acoustic 2010)
14. Jah Is Listening Now (Acoustic 2010) – Bonus Track
15. She Still Loves Me (Acoustic 2010) – Bonus Track
16. Prison Blues (Acoustic 2011) – Bonus Track